# Martin M’beri
Martin M’beri (ur. 30 grudnia 1940 w Mouyondzi) – kongijski polityk i prokurator. Od 1992 do 1995 roku był ministrem stanu ds. integracji i kontaktu z parlamentem, od 1997 ministrem transportu i lotnictwa cywilnego, a od 1999 roku ministrem budownictwa, urbanistyki i mieszkalnictwa. Był przewodniczącym Komisji Spraw Zagranicznych w Zgromadzeniu Narodowym.
Jest jednym ze współzałożycieli Panafrykańskiego Związku na rzecz Demokracji Społecznej.

## Życiorys
Był nauczycielem w liceum. W 1963 roku został deputowanym do Zgromadzenia Narodowego. Od 1964 roku działał w Młodzieży Narodowego Ruchu Rewolucyjnego. W 1966 roku został najmłodszym prefektem w Republice Konga (jako prefekt departamentu Plateux). W 1970 roku został mianowanym prokuratorem tribunal de grande instance w Brazzaville. Następnie został mianowany dyrektorem Krajowej Szkoły Administracji oraz wykładowcą na Uniwersytecie Mariena Ngouabi. W 1972 roku został członkiem sekretariatu komitetu centralnego Kongijskiej Partii Pracy.
Od 1980 roku, przez siedem lat, mieszkał we Francji. Od 1987 roku pracował jako adwokat w Brazzaville. W 1991 roku założył Ligę Praw Człowieka, której następnie został prezesem.
W 1992 roku był współzałożycielem partii Pascala Lissouby – Panafrykańskiego Związku na rzecz Demokracji Społecznej (UPADS). W wyborach parlamentarnych w 1992 roku został wybrany deputowanym do Zgromadzenia Narodowego z list UPADS. 7 września tegoż roku Lissouba powołał go w skład rządu na stanowisko ministra stanu ds. wewnętrznych, integracji i kontaktu z parlamentem. 2 listopada 1997 roku Sassou-Nguesso powołał nowy rząd, a jego następcą został Pierre Oba (jako minister spraw wewnętrznych).
Pomimo skazania i wydalenia z kraju Lissouby i innych liderów UPADS, sam M'beri w 1997 dołączył do rządu Denisa Sassou-Nguesso jako minister transportu i lotnictwa cywilnego, a od 1999 jako minister budownictwa. Od tego też czasu reprezentował UPADS. W 8 maja 2001 roku odszedł z rządu. W grudniu 2001 roku Lissouba wykluczył go z UPADS. Następnie założył własną partię National Convention for the Republic and Solidarity (fr. Convention nationale pour la réconciliation et la solidarité, CNRS).
9 sierpnia 2018 roku, dekretem nr 2018-306, prezydent Denis Sassou-Nguesso powołał M'beriego na stanowisko stałego sekretarza Rady Dialogu Narodowego.

## Odznaczenia i wyróżenienia
- Krzyż Wielki Orderu Kongijskiego Zasługi[1]
- Wielki Oficer Legii Honorowej[1]